# 罗马街 (巴勒莫)
罗马街（Via Roma）是意大利西西里大区巴勒莫的一条重要街道，是该市历史中心的主要轴线之一，连接巴勒莫中央车站与波黎得亚玛剧院（Teatro Politeama）。沿线拥有该市地一些重要建筑。罗马街根据1885年巴勒莫总体规划开辟（所谓的“贾鲁索规划”，Piano Giarrusso），建于1894年至1936年之间。

## 名胜
- 武奇里亚（Vucciria）
- 圣多明我广场（Piazza San Domenico）
- 圣多明我堂（San Domenico）
- 圣安多尼院长堂（Sant'Antonio Abate）
- 圣公会圣十字堂（Anglican Church of the Holy Cross）
- 波斯特宫（Palazzo delle Poste）
- 费罗维宫（Palazzo delle Ferrovie）
- 比翁多剧院（Teatro Biondo）